# Cafayate
Cafayate è una città dell'Argentina situata al centro delle Valles Calchaquíes nella provincia di Salta, capoluogo dell'omonimo dipartimento.
È posta ad un'altitudine di 1.683 m s.l.m., e dista 1.329 km da Buenos Aires, 227 km da San Miguel de Tucumán, 311 km da San Salvador de Jujuy e 365 km da Catamarca. Ha una popolazione di quasi 12.000 abitanti.
La città è un importante centro turistico per l'esplorazione delle valli Calchaquíes, e per la qualità e la particolarità dei vini prodotti nella zona. Fu fondata nel 1840 da Manuel Fernando de Aramburu, presso la sede di una missione. Nel 1863 fu creato il Dipartimento di Cafayate, di cui è capitale.

## Toponimo
I Cafayate erano una tribù che, insieme con i Tolombón, abitava le Valles Calchaquíes prima dell'arrivo dei conquistadores spagnoli.
Sebbene molti concordino sul fatto che la radice Cafayate è Quechua, il significato del termine è oggetto di dibattito. Alcuni affermano che esso significhi "contenitore d'acqua", altri che sia una deformazione di Capac-Yac ("Grande Lago") o  Capac-Yaco ("Grande Capo" o "Popolo Ricco"). Un'altra versione in idioma Cacan viene tradotta "Tomba dei Dolori".

## Valles Calchaquíes

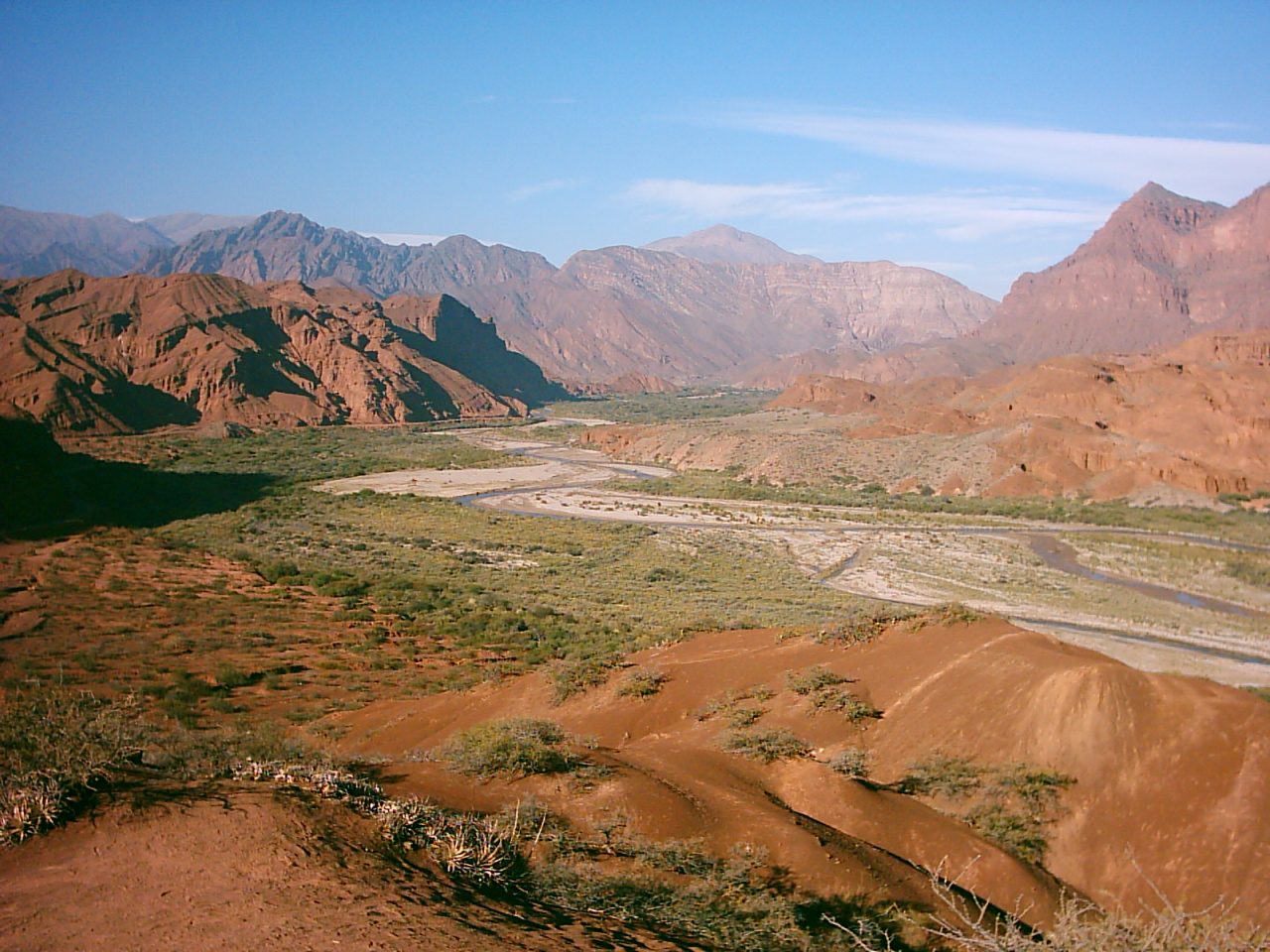
Paesaggio della Quebrada de Cafayate.

Molti dei notevoli paesaggi che è possibile ammirare nella valle del Río las Conchas (Quebrada de Cafayate) sono posti lungo la Ruta Nacional 68, una strada asfaltata di 183 km che collega Salta, il capoluogo, a Cafayate. La Ruta Nacional 40 collega, per un tratto, più problematico, di 165 km, Cafayate a Cachi, un altro dei siti più visitati della regione. Altri siti di interesse attorno a Cafayate sono i ranch Molinos, Tolombón e San Isidro. La città di Cafayate è essa stessa un'attrazione, con il suo ritmo rilassato, lo stile coloniale, e le cantine vinicole aperte al pubblico.

## Vini
La produzione di vino è molto importante nelle Valles Calchaquíes.
Il vino prodotto nella regione trae beneficio dal clima mite e poco umido delle valli, le cui scarse precipitazioni raggiungono una media annua inferiore ai 250 mm.
Il vino più caratteristico coltivato nella regione è il torrontés. Buona parte delle cantine nei dintorni della città offrono visite guidate gratuite. Aperto nel 2011, è presente anche il museo della vite e del vino.

## Galleria d'immagini

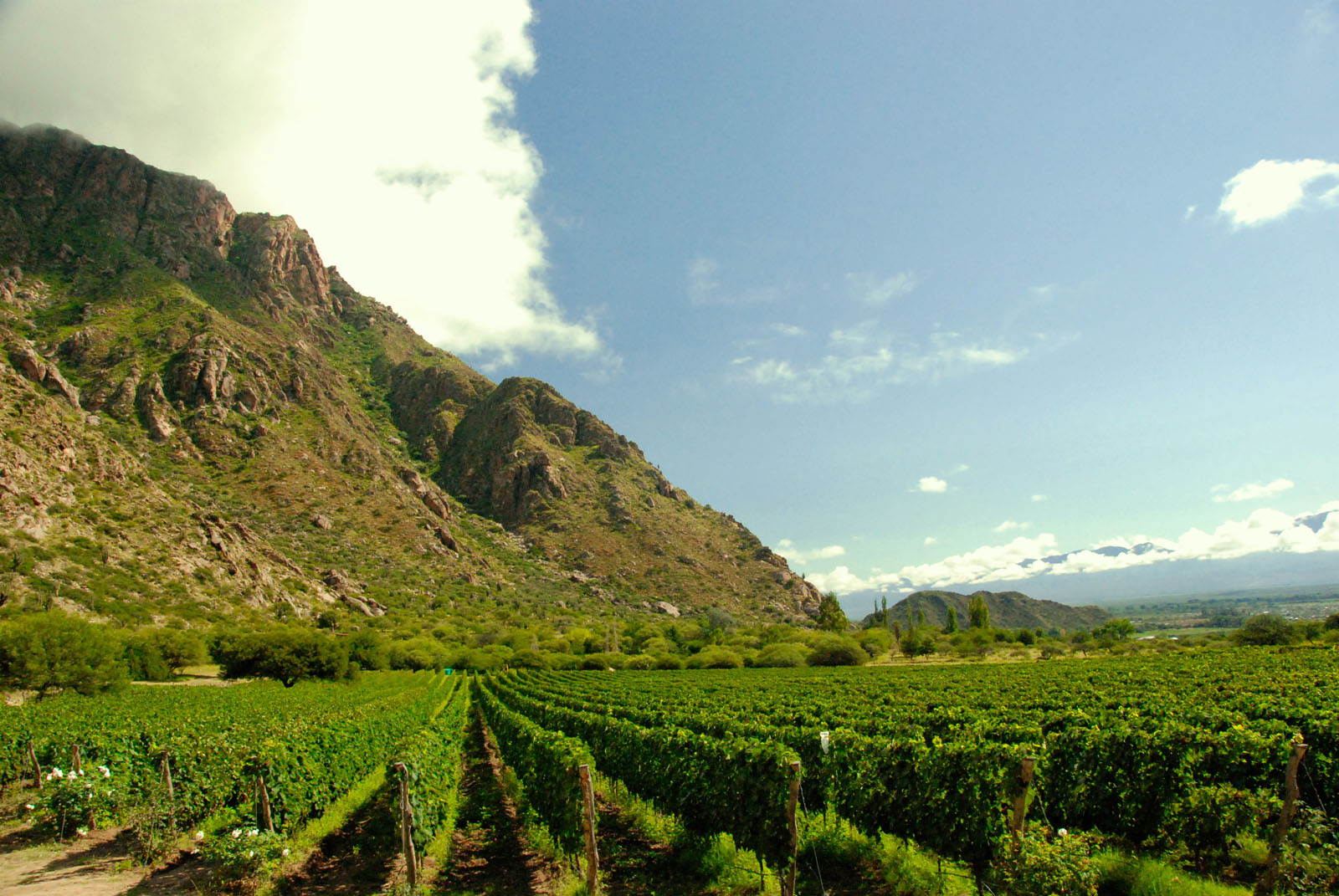
Cafayate
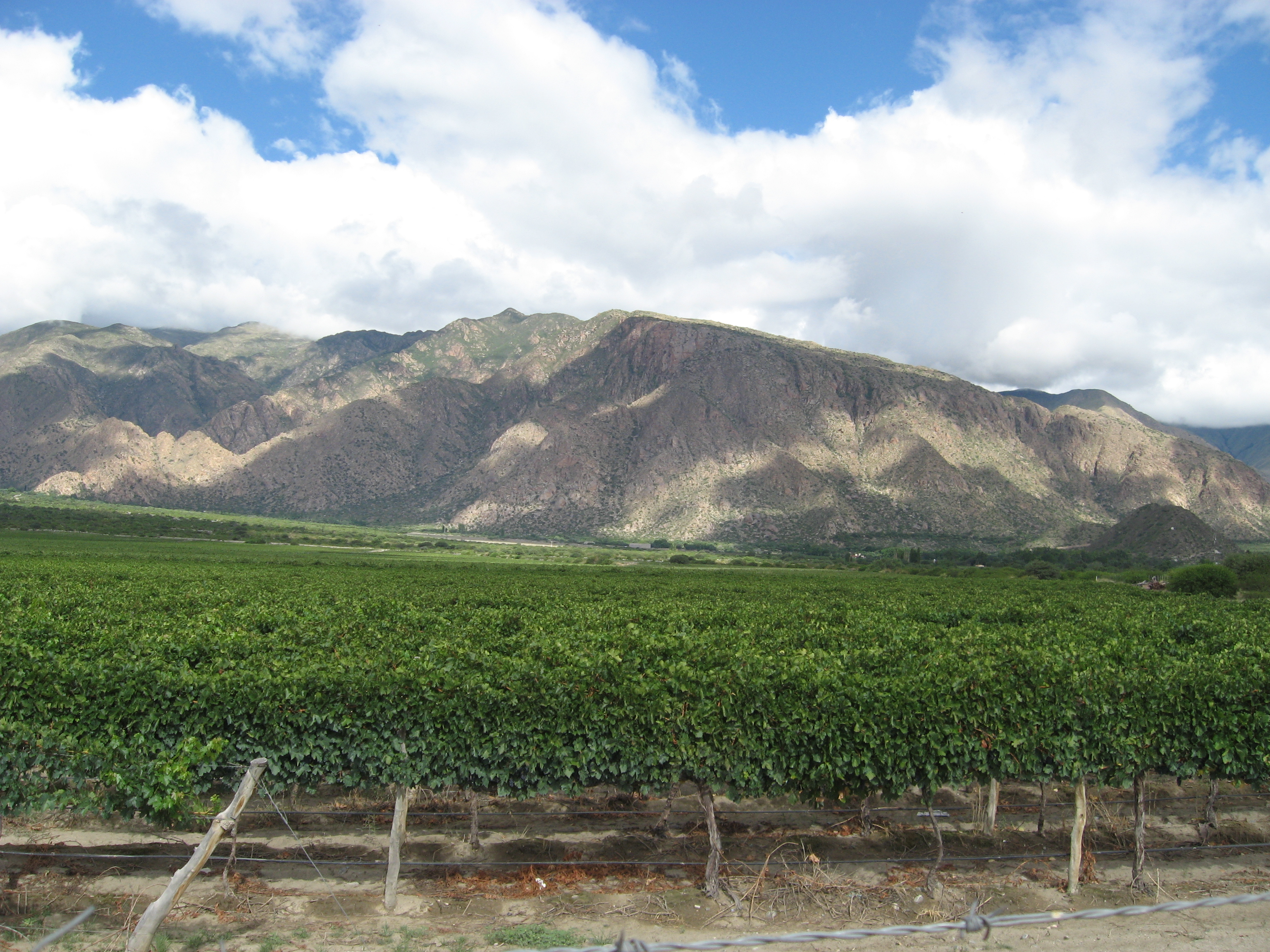
Cafayate
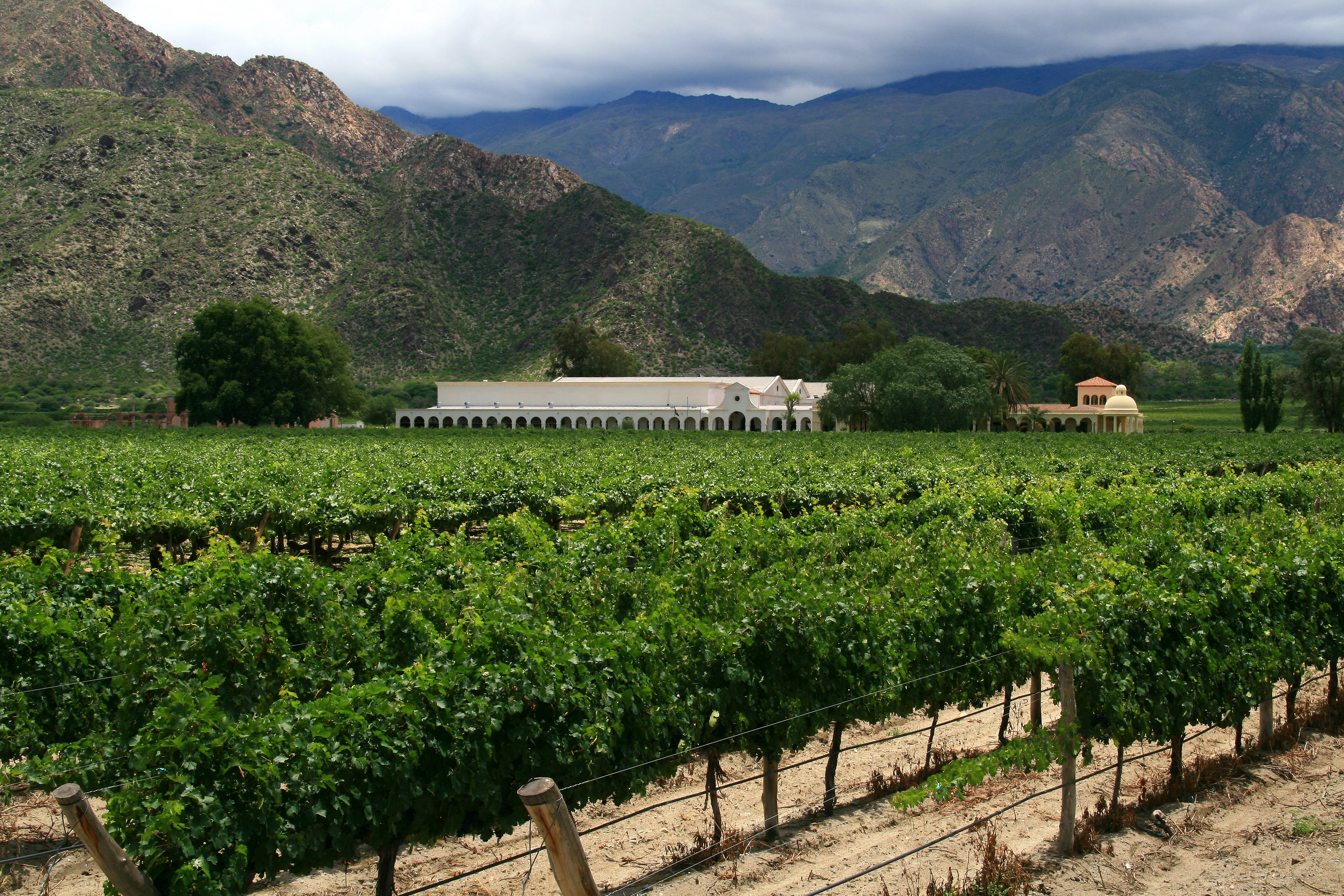
Cafayate
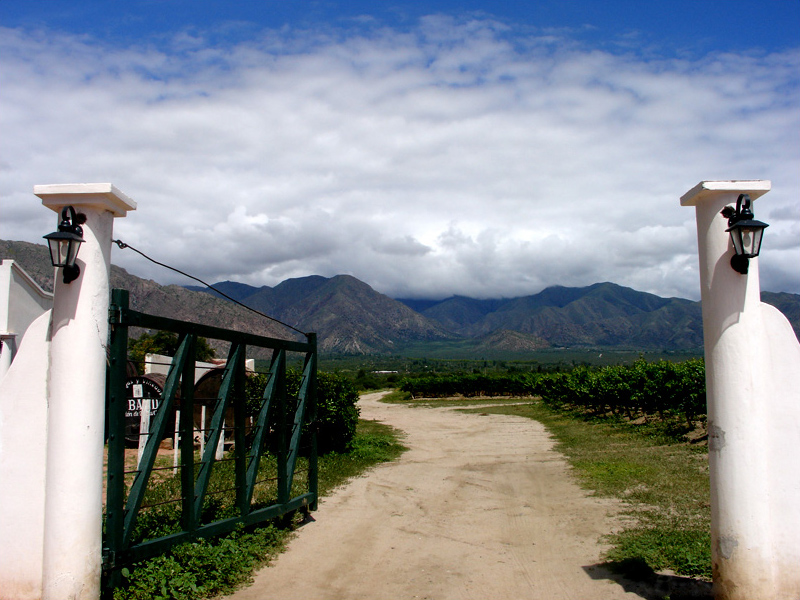
Cafayate
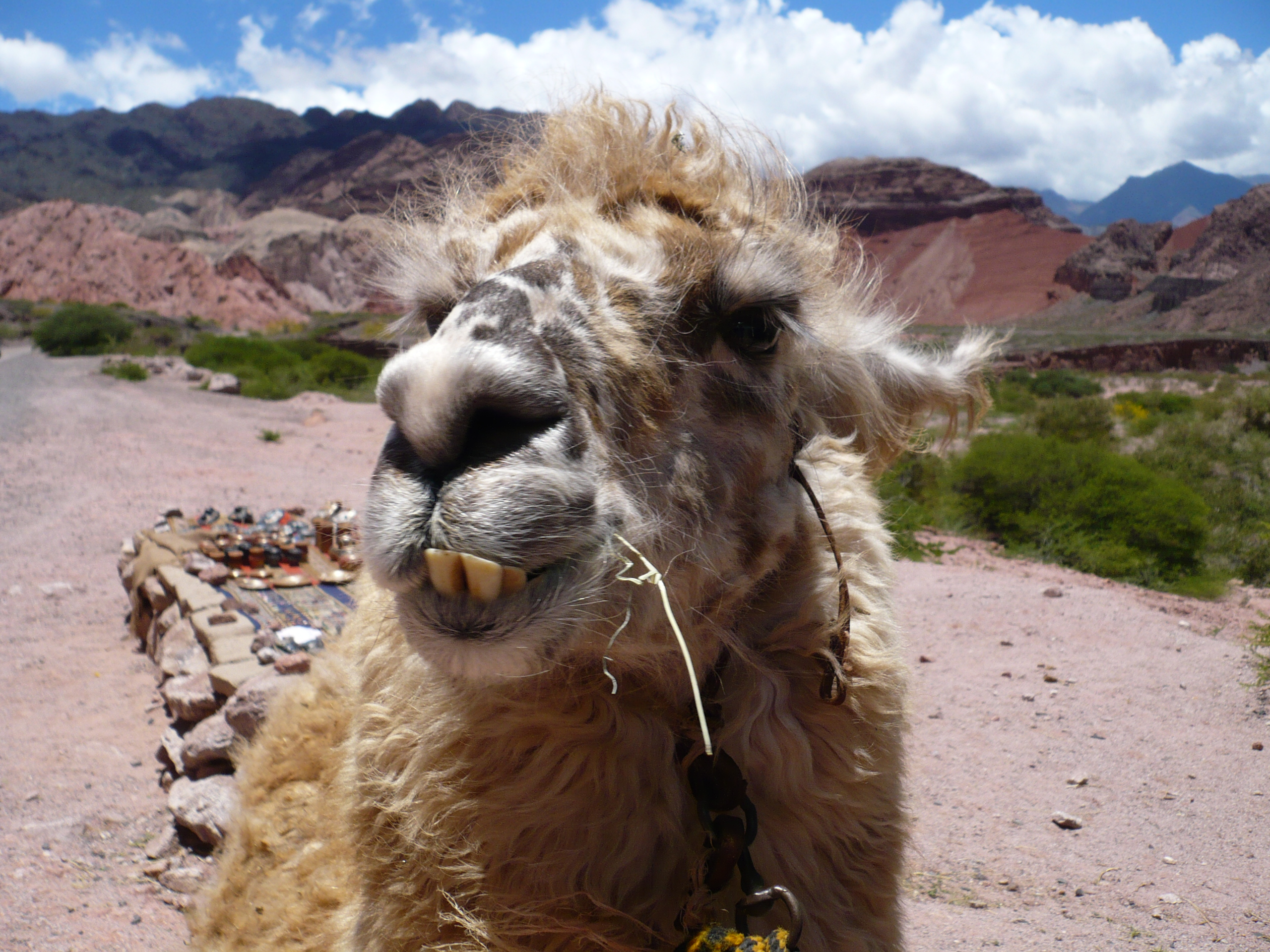
Testa di lama o llama nella Quebrada de Cafayate
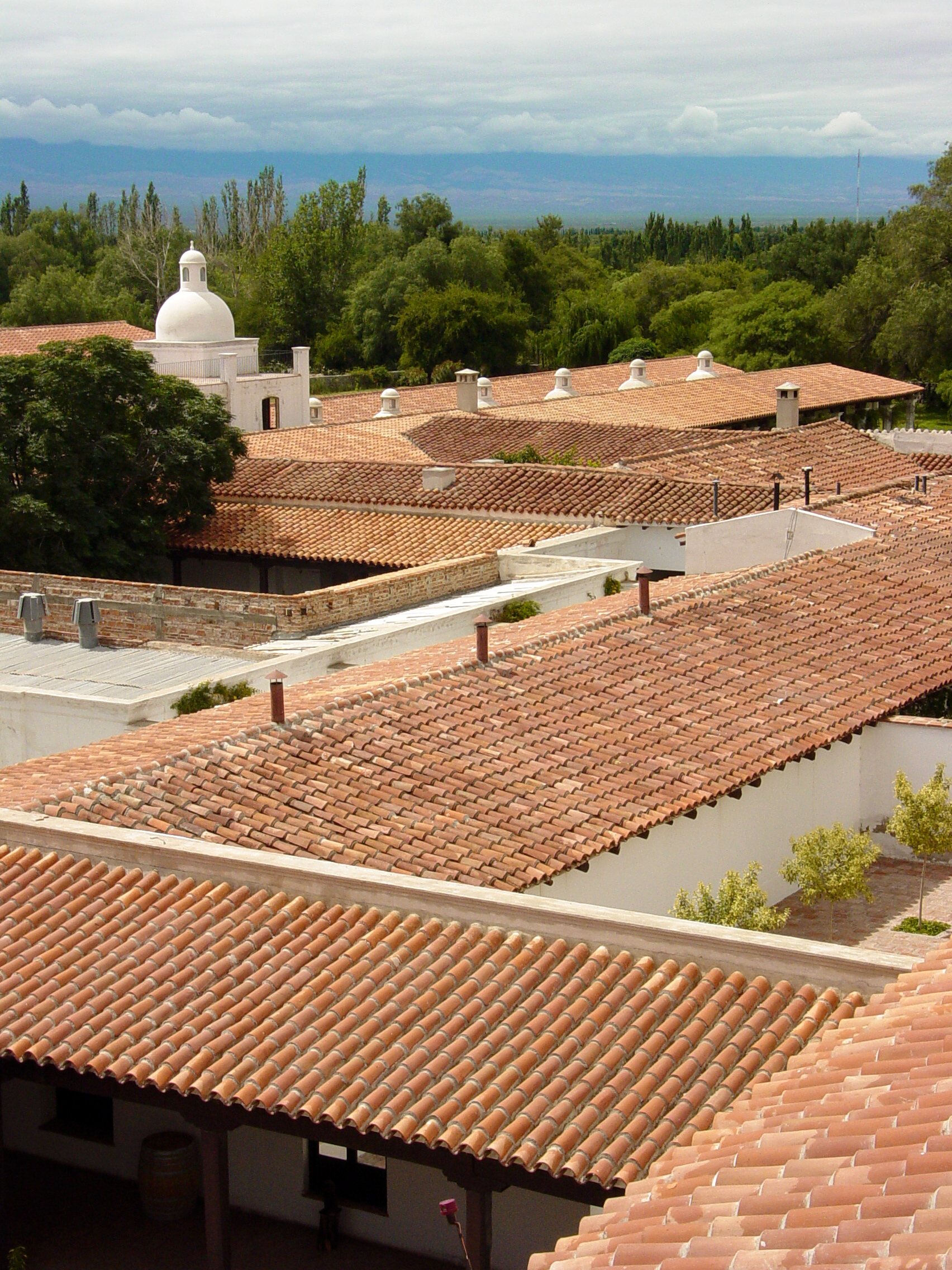
Cafayate
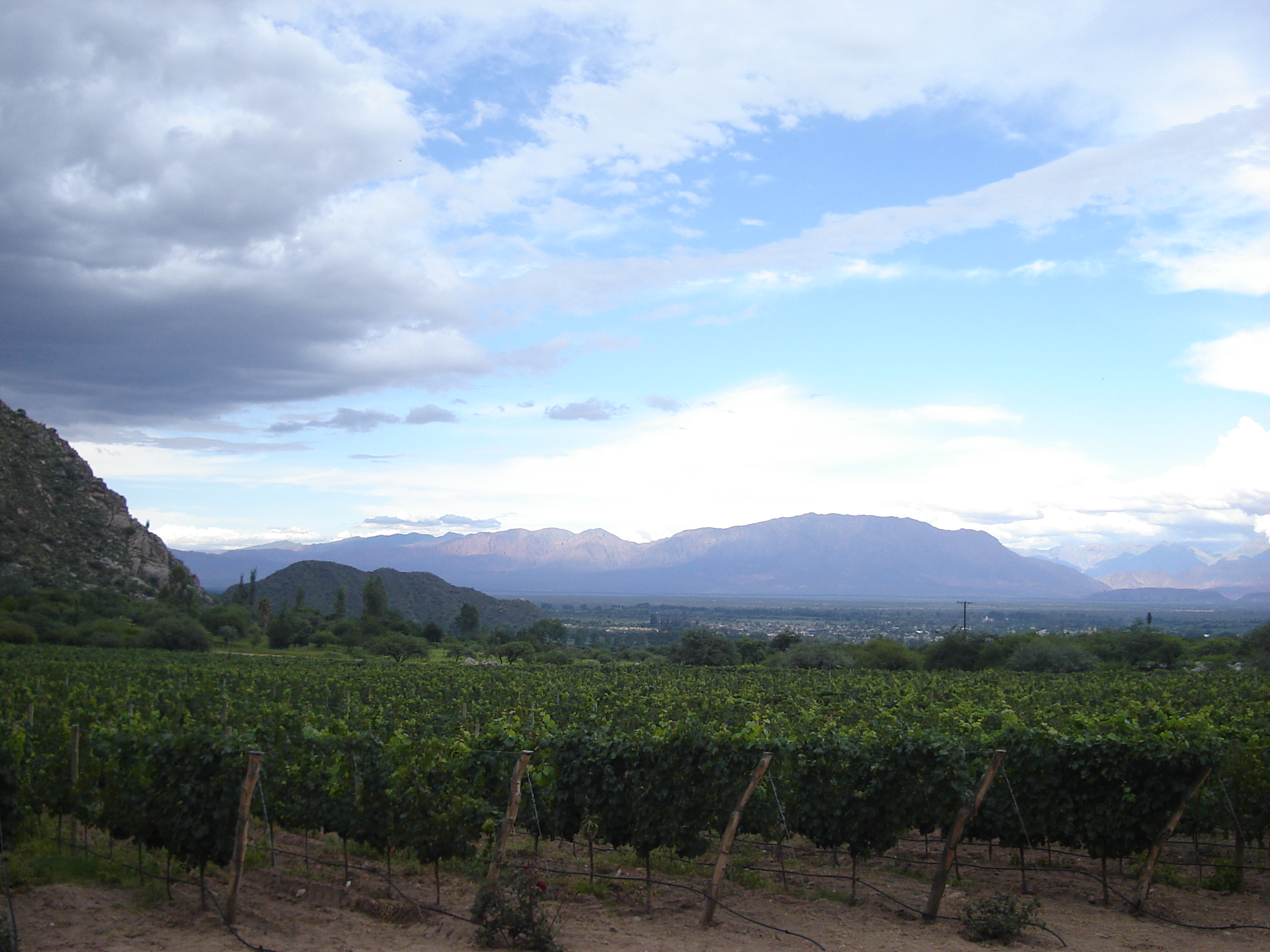
Cafayate
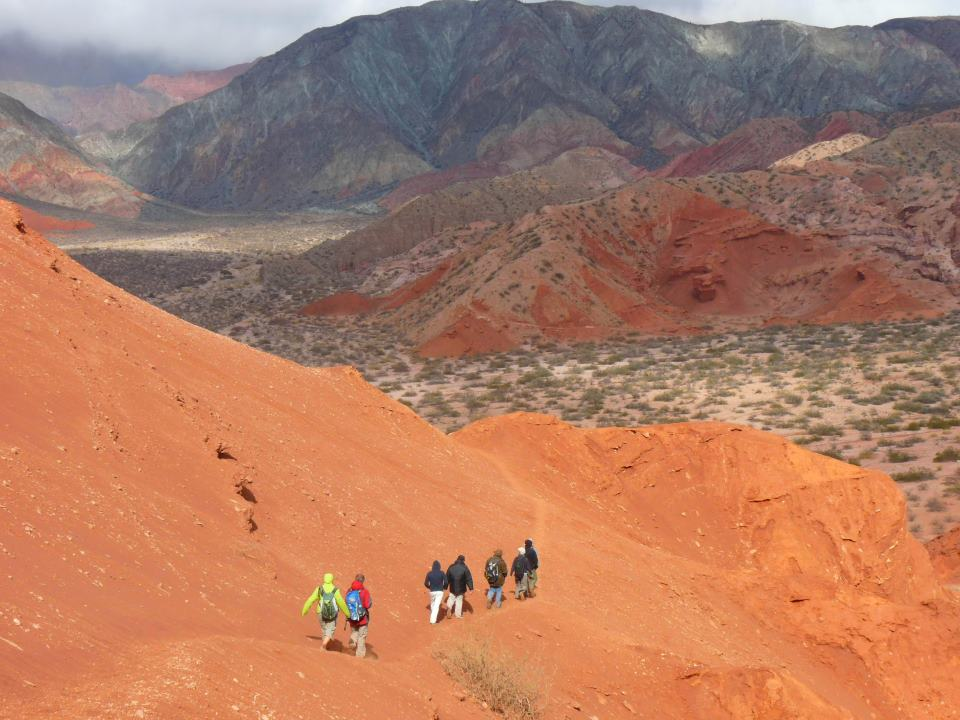
Cafayate
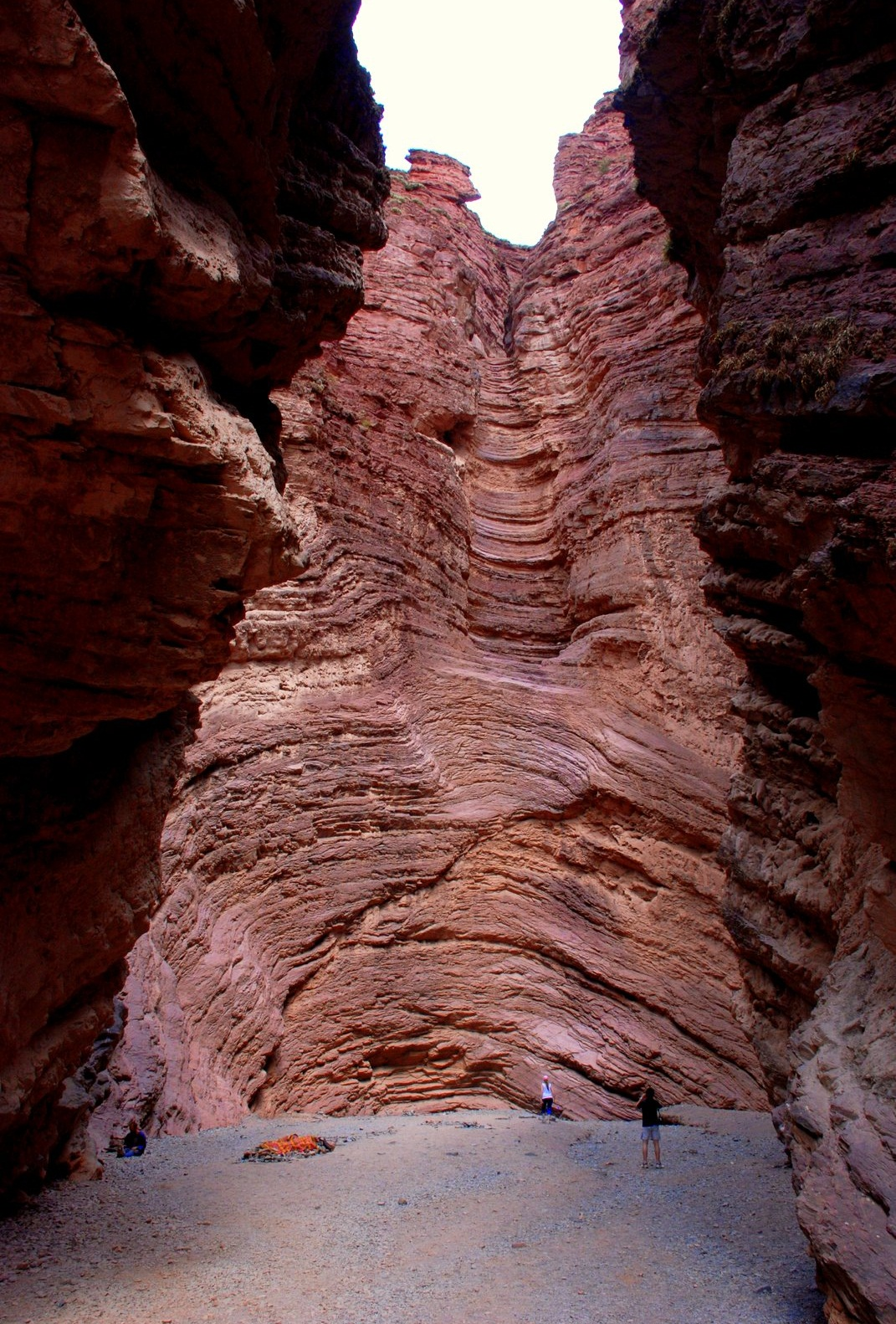
Cafayate
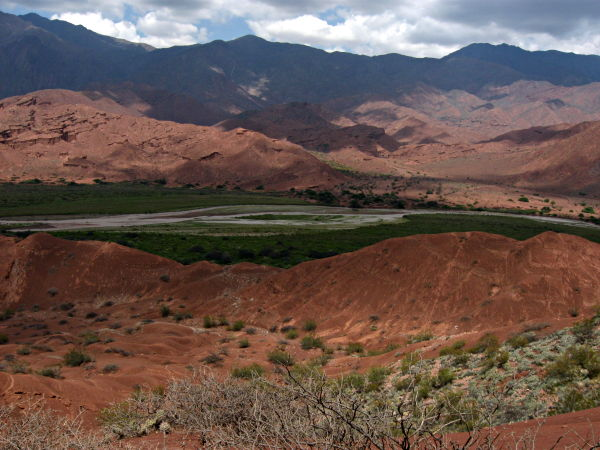
Cafayate
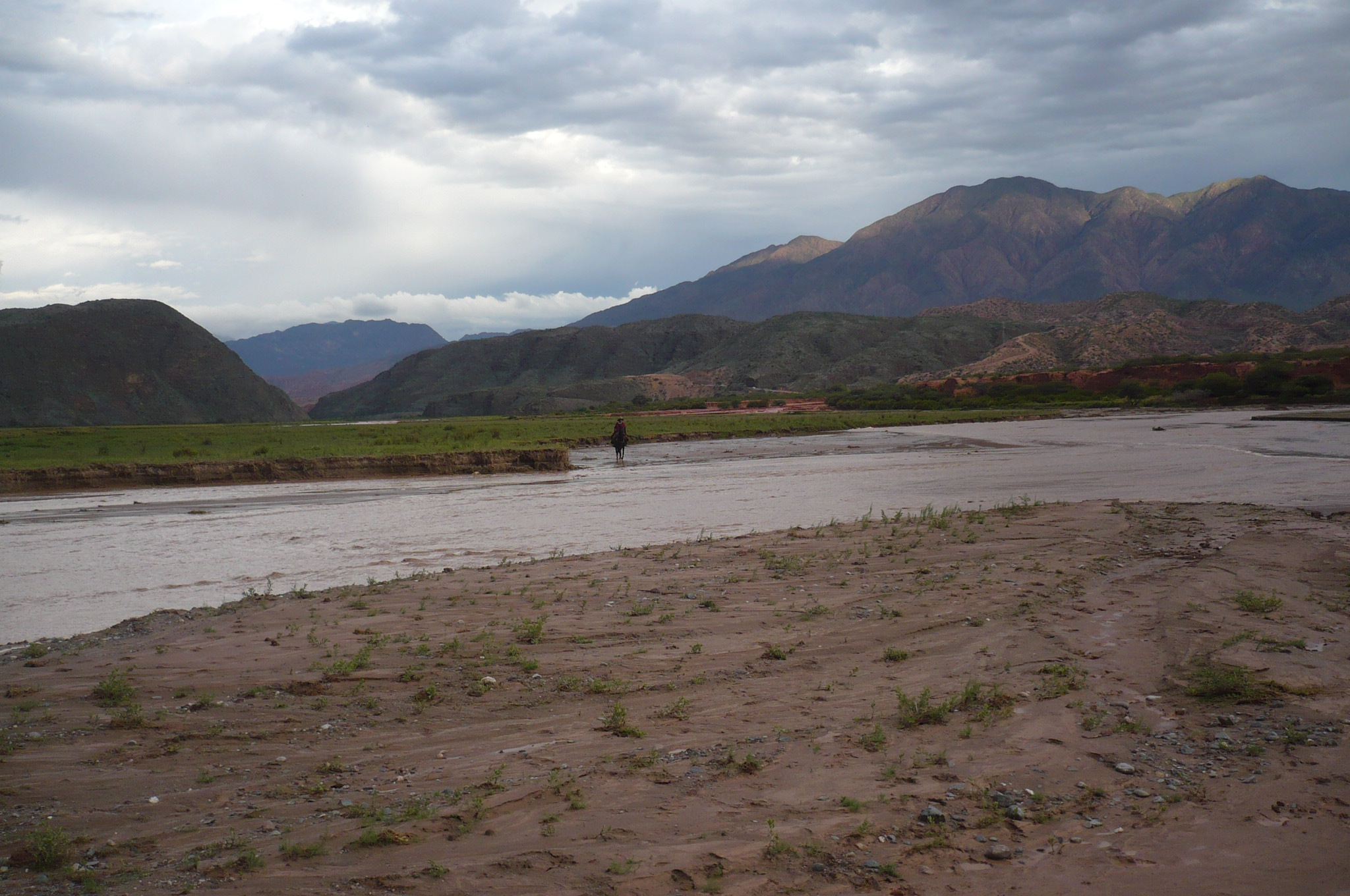
Las Juntas, Cafayate